# Micrathena guanabara
Micrathena guanabara là một loài nhện trong họ Araneidae.
Loài này thuộc chi Micrathena. Micrathena guanabara được Herbert Walter Levi miêu tả năm 1985.